# Luis Alvarez
Luis Walter Alvarez (13. juni 1911 - 1. september 1988) var en amerikansk eksperimentel fysiker, opfinder og professor. Han modtog nobelprisen i fysik i 1967 for udviklingen af hydrogen bobbelkammeret, der muliggjorde opdagelse af resonansstadier i partikelfysik. American Journal of Physics kommenterede at "Luis Alvarez var en af de bedste og mest produktive eksperimentelle fysikere i 1900-tallet."
Alvarez var medlem af JASON Defense Advisory Group, Bohemian Club og det Republikanske parti. Alvarez var vejleder for astrofysikeren Richard Muller.